# Fred Albin
Fred Albin (11 dicembre 1903 – 3 maggio 1968) è stato un ingegnere del suono statunitense.
È stato candidato nel 1940 per l'Oscar ai migliori effetti speciali per il suo lavoro nel film Via col vento. Nella stessa edizione gli viene assegnato anche l'Oscar alla tecnica insieme a Thomas T. Moulton e al Sound Department dei Samuel Goldwin Studio.